# Rudolf Brunnenmeier

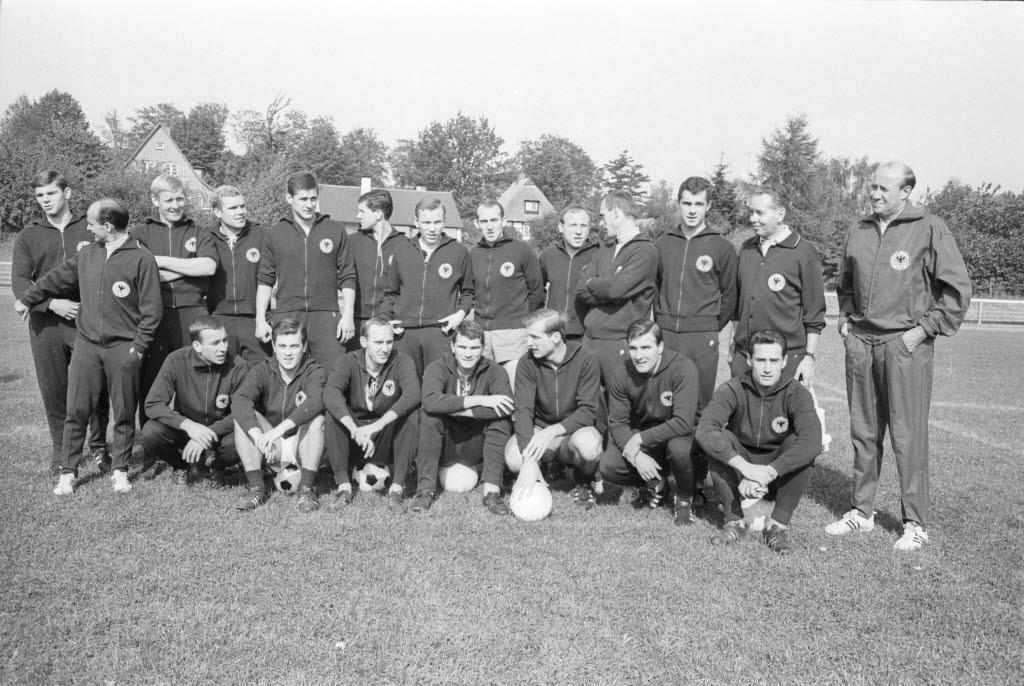
Die Nationalmannschaft 1965 mit Brunnenmeier in der unteren Reihe

Rudolf „Rudi“ Brunnenmeier (* 11. Februar 1941 in Olching; † 18. April 2003 in München) war ein deutscher Fußballspieler. Der Mittelstürmer war einer der großen Stars des TSV 1860 München in dessen Glanzzeit in den 1960er Jahren. Dort wurde er Pokalsieger, Meister und zog in das Finale des Europapokals der Pokalsieger ein. Zudem wurde er Torschützenkönig der Bundesliga und fünfmaliger Nationalspieler. Anfang der 1970er Jahre gewann er mit dem FC Zürich den Schweizer Cup.

## Leben und Wirken
Früh verlor Rudi Brunnenmeier, der in Olching im Landkreis Fürstenfeldbruck westlich von München aufwuchs, seinen Vater durch Krebs. Seine beiden Brüder starben bald darauf an derselben Krankheit. Nach seinem Volksschulabschluss machte er eine kaufmännische Lehre. Sportlich aktiv war er beim SC Olching, wo er Aufsehen erregte, als er in einer einzigen Saison 87 von 107 Toren seiner Mannschaft erzielte. Die Mutter musste noch den Vertrag unterschreiben, als der Münchner Traditionsverein TSV 1860 den Minderjährigen anheuerte. Dort bekam er für einen Fünfjahresvertrag ein damals recht hohes Handgeld von 17.000 Mark. Dazu erhielt er 400 Mark monatliches Grundgehalt plus 150 Mark Siegprämie und einen Halbtagsjob bei Coca-Cola.

### Erfolge beim TSV 1860 – Spiele in der Nationalmannschaft
Der Stürmer spielte von 1960 bis 1968 für 1860 München, hatte mit seinen zahlreichen Toren großen Anteil am Erfolg der Löwen in den 1960er-Jahren und gilt bis heute als Vereinsikone. Er erzielte in 207 Spielen 139 Tore für den Verein.
1961 und 1963 wurde Brunnenmeier unter dem österreichischen Trainer Max Merkel Torschützenkönig in der damaligen Oberliga Süd. Insgesamt erzielte er in der Oberliga Süd von 1960 bis 1963 73 Tore in 88 Spielen. Besonders wichtig waren dabei seine zwei Tore beim 3:1-Sieg gegen den zu dem Zeitpunkt noch punktgleich auf Platz zwei der Oberligatabelle liegenden FC Bayern am 21. Spieltag der Saison 1962/63. Dieser Sieg war mitentscheidend zum Gewinn der Meisterschaft, der den Sechzigern die Qualifikation zur Bundesliga sicherte.
In der Fußball-Bundesliga erzielte er 66 Tore in 119 Spielen, womit er bis heute Bundesliga-Rekordschütze der 1860er ist. 1965 wurde er dabei auch Bundesligatorschützenkönig mit 24 Toren. Fünf dieser Tore, darunter ein Elfmeter, erzielte er im Februar 1965 beim 9:0-Heimsieg gegen den Karlsruher SC. Zudem gelangen ihm in der Bundesliga vier Hattricks, wenngleich darunter kein lupenreiner ist.
1964 gewann er mit 1860 den DFB-Pokal. Im Finale gegen Eintracht Frankfurt stellte Brunnenmeier den 2:0-Endstand her. Im Jahr darauf erreichte 1860 das Finale um den Europapokal der Pokalsieger, das im Londoner Wembley-Stadion mit 0:2 gegen West Ham United um Bobby Moore verloren ging. 1966 gelang schließlich der große Wurf und 1860 gewann seinen einzigen Deutschen Meistertitel. Im Achtelfinale des sich daran anschließenden Europapokals der Landesmeister gewann 1860 im November sein Heimspiel gegen den Titelverteidiger Real Madrid mit 1:0. Im Rückspiel erzielte Brunnenmeier vor 80.000 Zusehern im Bernabéu-Stadion das 1:0 für die Sechziger, aber am Ende stand es 3:1 für die Madrilenen. 1967 wurde 1860, trotz schwachen Saisonstarts, der Merkel nach einem Aufstand der Mannschaft Anfang Dezember, nur eine Woche nach dem Spiel in Madrid, den Posten kostete, Vizemeister.
Sein Nationalmannschaftsdebüt gab er am 4. November 1964 beim Auftaktspiel zur Qualifikation für die Weltmeisterschaft 1966 in Berlin gegen Schweden. Brunnenmeier erzielte in der 24. Minute die Führung, doch dem Italienprofi Kurt Hamrin gelang kurz vor Schluss der Ausgleich. Die Presse sprach vom „glänzenden“ Rechtsaußen Brunnenmeier als „häufig den besten und konsequent geradeaus spielenden Stürmer“, zumal Uwe Seeler von seinen schwedischen Gegenspielern weitgehend abgemeldet worden sei.
In seinem zweiten Länderspiel, einem 1:1 bei einem Testspiel gegen Italien im März in Hamburg, wurde Brunnenmeier in Achillessehnenriss bedingter Abwesenheit des etatmäßigen Kapitäns Uwe Seeler vom Bundestrainer Helmut Schön unerwarteterweise mit der Spielführerbinde ausgestattet. Bis zum Ende des Jahres kam Brunnenmeier noch auf drei weitere Einsätze für die DFB-Auswahl: beim 2:1-Sieg im Rückspiel gegen Schweden, ein 4:1, wo Franz Beckenbauer sein Debüt für Deutschland gab, in einem Testspiel gegen Österreich, wo Stürmerkonkurrent Lothar Ulsaß von Eintracht Braunschweig mit einem lupenreinen Hattrick innerhalb von 16 Minuten beeindruckte, und im November beim letzten Spiel zur WM-Qualifikation, wo Brunnenmeier in Zypern das 4:0 und den 6:0-Endstand besorgte. Bei der Nominierung des Kaders für die Weltmeisterschaftsendrunde 1966 zählte Brunnenmeier nach einer ersten Reduzierung des Kandidatenkreises von 40 auf 26 zu den von Schön ausgewählten Spielern, gehörte dann aber – ebenso wie sein 1860-Mannschaftskamerad Peter Grosser – nicht mehr dem abschließenden WM-Kader an.
Aufgrund einer von ihm im Jahr 1963 angezettelten Wirtshausschlägerei musste Brunnenmeier im August 1966 eine 14-tägige Haftstrafe in der damaligen Justizvollzugsanstalt Fürstenfeldbruck absitzen, nachdem die Strafe unter Auflage einer Zahlung von 600 D-Mark zur Bewährung ausgesetzt war, er aber keine Zahlung geleistet hatte. Letztlich konnte er jedoch als Freigänger am Auftakt zur Bundesliga-Spielzeit 1966/67 gegen den 1. FC Köln teilnehmen und zeigte insbesondere im Herbst eine gute Form, ehe ihn eine im Derby gegen den FC Bayern München Mitte Oktober zugezogene Leistenverletzung ausbremste. Anschließend verflachten jedoch seine Leistungen bei den Sechzgern, so dass im Sommer angesichts des bis dato nicht verlängerten Vertrags ein Abschied im Raum stand. Neben einem Wechsel innerhalb Deutschlands wurde ein Engagement in den USA mit einer Gage von umgerechnet 400.000 D-Mark pro Jahr kolportiert. Letztlich verlängerte er seinen Vertrag Mitte Juni 1967 um zwei Jahre.
Im September 1967 wurde Brunnenmeier vereinsintern zu einer Gehaltsstreichung während „seiner selbstverschuldeten Spielunfähigkeit“ als Geldstrafe verurteilt, da er sich beim Besuch einer Gastwirtschaft eine Fußverletzung zugezogen hatte. Da neben ihm zeitweise mit Alfred Heiß, Hans Rebele und Peter Grosser verletzungsbedingt weitere Offensivkräfte ausfielen, rutschte der Klub trotz Zwischenhoch am Ende der Hinrunde in den Abstiegsstrudel. Dabei rückte er auch nach Genesung ins zweite Glied und in dieser, seiner letzten Saison in München, erzielte er in zwölf Bundesligapartien nurmehr einen Treffer. Der Vizemeister, der die Saison auf dem zwölften Platz abschließen sollte, setzte in der Folge Brunnenmeier neben dem bereits mit dem 1. FC Köln über einen Wechsel einigen Ludwig Bründl, Gottfried Peter, Peter Hornung, Hans Küppers und Bernd Patzke auf die erste, Anfang Mai 1968 veröffentlichte Transferliste für die im Sommer anstehende Wechselperiode.

### In der Schweiz bei Xamax und dem FC Zürich
Nach seinem Abschied von München nach der Spielzeit 1967/68 schloss er sich dem Schweizer Zweitligisten FC Xamax an, der nach einer Fusion 1970 zu Neuchâtel Xamax mutierte. In seinen vier Jahren dort, in denen er in 88 Partien 60 Treffer erzielte, erreichte er mit der Mannschaft den sechsten, vierten und zuletzt zweimal den dritten Ligaplatz. 1970 wurde er mit 22 Treffern zweiter der Torschützenliste hinter dem Ex-Aachener Hans-Jürgen Ferdinand vom FC Chiasso, der zweimal mehr traf. 1972/73 spielte er noch eine Saison beim Erstligisten FC Zürich, für den er in 20 Ligaspielen fünf Tore erzielte und am Saisonende Siebter in der Vierzehnerliga wurde. Im April gewann er mit den vom vormaligen Mannschaftskameraden bei 1860 Timo Konietzka trainierten Zürchern durch einen 2:1-Finalsieg nach Verlängerung gegen den von Helmut Benthaus trainierten FC Basel um Ottmar Hitzfeld den Schweizer Cup 1972/73.
In Zürich wurde er volltrunken fahrend von der Polizei erwischt. Das brachte ihm 30 Tage Gefängnis und einen Landesverweis ein. Nachdem er sich zunächst nach München absetzte, um dem Gefängnis zu entgehen, wurde der Landesverweis erst wieder aufgehoben, nachdem er inhaftiert gewesen war.

### Ausklang in Bregenz, Liechtenstein und Tuttlingen
Von 1973 bis 1975 war er in Österreich im Kader des österreichischen FC Vorarlberg, einer Spielgemeinschaft von Schwarz-Weiß Bregenz mit dem FC Rätia Bludenz. Mit ihr stieg er 1974, an der Seite des jungen Bruno Pezzey, der damals seine erste Saison als Profi absolvierte, als Tabellenletzter aus der erstklassigen Nationalliga ab. In 19 Spielen erzielte er dabei einen der 31 Treffer seiner Mannschaft.
1975 wechselte er in das Fürstentum Liechtenstein und spielte dort beim FC Balzers, mit dem ihm nach der ersten Saison der Aufstieg in die höchste Schweizer Amateurliga gelang. Das Finale um den Liechtensteiner Cup von 1976 verloren die Balzner mit 1:3 gegen USV Eschen-Mauren.
1977/78 spielte er noch eine Saison lang in der damals drittklassigen Schwarzwald-Bodensee-Liga für den FC 08 Tuttlingen, der aber letztlich deutlich die angestrebte Qualifikation für die neue Oberliga verpasste.

### Trainer in Garmisch und bei Wacker München
Mitte der 1990er Jahre war er als Trainer beim FC Garmisch-Partenkirchen und danach dem FC Wacker München aktiv. Für das Bezirksliga-Traineramt in Garmisch-Partenkirchen entsagte er dem Alkohol, wurde „trocken“ und stieg mit der Mannschaft binnen drei Jahren 1996 bis in die Landesliga auf. Es stellte sich aber ein sportlicher Misserfolg ein und Rudi Brunnenmeier wurde in der Folge entlassen. Seine Konsequenz aus diesem Rückschlag soll gelautet haben: „Ich trinke mich jetzt tot!“

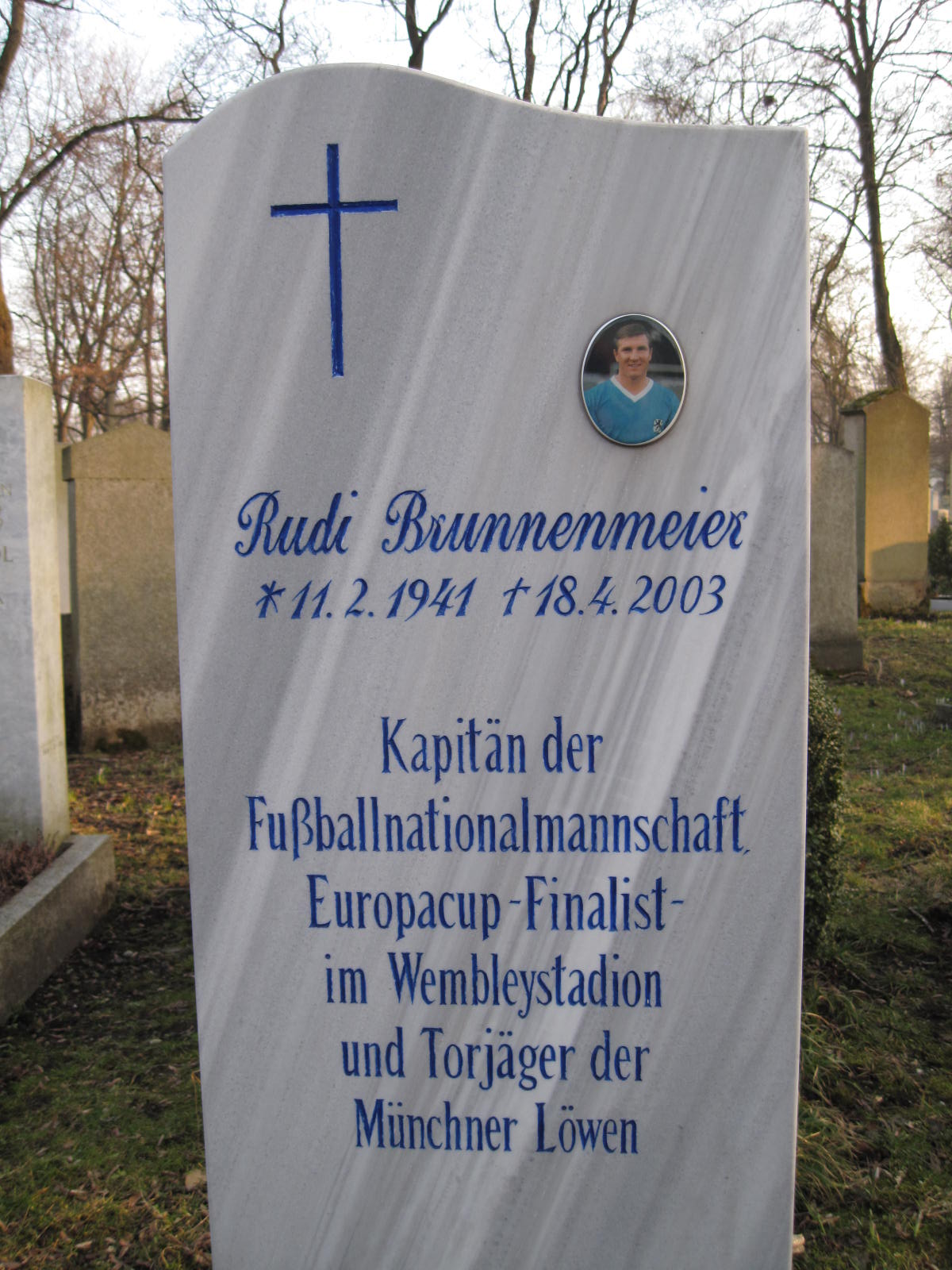
Grabstein für Rudi Brunnenmeier im Ostfriedhof München

### Nach dem Karriereende
Nach seinem Karriereende begann ein langer sozialer Abstieg. Brunnenmeier, der schon in seiner Zeit als aktiver Fußballer dem Alkohol zugetan gewesen war, verlor in späteren Jahren durch starken Alkoholismus sein soziales und materielles Umfeld. Zeitweise arbeitete er als Rausschmeißer, Brezelverkäufer und Gelegenheitsarbeiter, um über die Runden zu kommen.
An den Folgen seiner Alkoholsucht und an den Folgen eines Krebsleidens starb Rudi Brunnenmeier am 18. April 2003 im Krankenhaus von Altperlach. Seine Schwester erklärte, im Familiengrab in Olching sei kein Platz für ihn. Daraufhin erklärte der TSV 1860 München sich bereit, für die nächsten zehn Jahre ein Grab am Ostfriedhof zu finanzieren. So wurde er einige Tage später unter großer öffentlicher Anteilnahme auf dem Münchner Ostfriedhof beerdigt (Grab Nr. 36b-2-63). Eine Vereinsdelegation des TSV 1860, die Meistermannschaft von 1966 und viele Fans erwiesen ihm die letzte Ehre. Maria Seelmann, Schwester des früheren Löwen-Profis Hans-Dieter Seelmann, erbarmte sich und übernahm die Pflege des Grabs. 2013 hat Rudi Brunnenmeiers Großneffe Michael, damals ein als Kaufmann arbeitender 32-Jähriger, die Grab-Gebühr bis 2033 bezahlt.

### Bemerkenswertes
Trotz seines hohen Alkoholkonsums konnte er fußballerische Leistung vollbringen: Im Sommer 1965 bekam er stark alkoholisiert vom Postboten ein Eiltelegramm mit der Berufung in die B-Nationalmannschaft. Für den gleichen Abend war ein Spiel gegen die Sowjetunion angesetzt und sein Flieger zum Spielort Köln sollte wenigen Minuten später starten. Brunnenmeier bekam die Maschine. Nachdem er nachmittags seinen Rausch im Hotel ausgeschlafen hatte, traf er nach seiner „Kurz-Reha“ gleich zweimal beim 3:0 gegen die UdSSR.
1987 kam Brunnenmeier nach einer Trunkenheitsfahrt sechs Monate ins Gefängnis, danach wurde er wegen Urkundenfälschung verurteilt: er fälschte Versicherungsverträge, um an die Provisionen zu kommen.
Im Dezember 1966 eröffnete Brunnenmeier ein Tanzlokal in München. Beim terroristischen Brandanschlag der Gruppe Ludwig auf die Diskothek "Liverpool" in der Nähe seines Tanzlokals rettete Brunnenmeier die zwanzigjährige Barfrau Corinna Tartarotti aus den Flammen. Tartarotti erlag später ihren Verletzungen.

## Erfolge
- Deutscher Fußballmeister: 1966
- Deutscher Vizemeister: 1967
- Deutscher Pokalsieger: 1964
- Europapokal der Pokalsieger: Finalist 1965 (In London 0:2 gegen West Ham United verloren)
- Süddeutsche Meisterschaft: 1963
- Schweizer Cup: 1973

Persönliche Erfolge
- Torschützenkönig der Oberliga: 1961 (23 Tore), 1962 (26 Tore), 1963 (24 Tore)
- Bundesliga-Torschützenkönig: 1965, 24 Tore

Anmerkungen zum Torschützenkönig der Oberliga:
1960/61: diverse Statistiken sehen auch Erwin Stein als alleinigen Torschützenkönig mit 24 Treffern.
1961/62: diverse Statistiken sehen auch Lothar Schämer als alleinigen Torschützenkönig mit 26 Treffern.
1962/63: diverse Statistiken sehen auch Kurt Haseneder als alleinigen Torschützenkönig mit 25 Treffern.